# 天主教巴拉那瓦伊教区
天主教巴拉那瓦伊教區（拉丁語：Dioecesis Paranavaiensis），是巴西一個天主教教區，位於巴拉那州西北部，屬馬林加總教區。
教區成立於1968年1月20日，2004年有教友201,510人，佔總人口85.0%。有卅五個堂區、司鐸四十二人。現任教區主教為耶肋米亞·斯泰因梅茲。